# الأوعية اللمفاوية السحاية

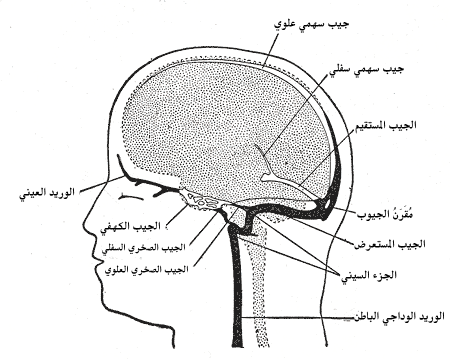
تسير الأوعية اللمفاوية السحائية بالتوازي مع الجيوب الوريدية الجافية.

الأوعية اللمفاوية السحائية (أو اللمفاويات السحائية) هي شبكة من الأوعية اللمفاوية تقع بالتوازي مع الجيوب الوريدية الجافية والشرايين السحائية الوسطى للجهاز العصبي المركزي في الثدييات (CNS). كجزء من الجهاز اللمفاوي، اللمفاويات السحائية هي المسؤولة عن تصريف الخلايا المناعية، والجزيئات الصغيرة، والسوائل الزائدة من الجهاز العصبي المركزي إلى الغدد اللمفاوية الرقبية العميقة. يتبادل السائل الدماغي الشوكي والسائل الخلالي، وتصريفهما من قبل الأوعية اللمفاوية السحائية.
في حين كان يعتقد تاريخيًا أن كلًا من الدماغ والسحايا خاليان من الأوعية الدموية اللمفاوية، والدراسات الأخيرة التي قدمها أنطوان لوفو وجونثان كيبليس في جامعة فرجينيا، في أكتوبر 2014، وألكسانتيري أسبيلوند وكاري أليتالو في جامعة هلسنكي في ديسمبر 2014، حددت ووصفت البيولوجيا الأساسية لللمفاويات السحائية باستخدام مجموعة من الأدوات النسيجية والتصوير الحي والأدوات الوراثية. عمومًا، يُعتقد أن عملهم يوسع عمل عالِم الأعصاب الدنماركي مايكِن نيدرڠارد في تحديد المسار الذي يربط الجهاز الغلمفاوي بالحيز السحائي.